# Halina Karnazewitsch

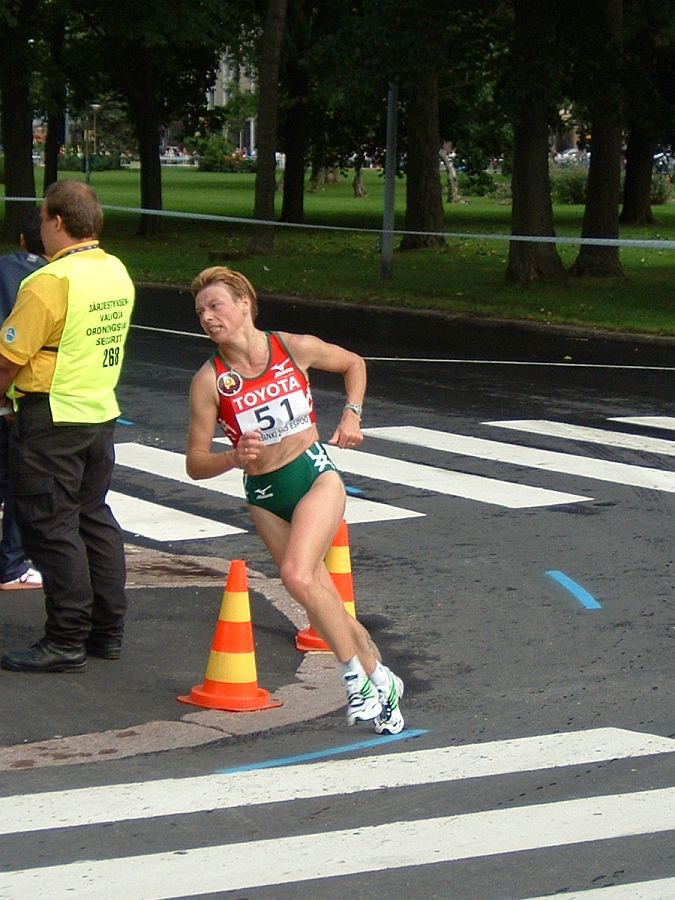
Halina Karnazewitsch bei den Weltmeisterschaften 2005

Halina Karnazewitsch (belarussisch Галіна Карнацэвіч, engl. Transkription Halina Karnatsevich, geb. Baruk; * 2. November 1969) ist eine belarussische Marathonläuferin.
1996 siegte sie beim Breslau-Marathon in 2:39:44 h, und 1998 wurde sie Sechste beim Hamburg-Marathon in 2:35:40 h und kam bei den Halbmarathon-Weltmeisterschaften in Uster auf den 37. Platz. 1999 siegte sie beim Enschede-Marathon in 2:37:35 h und 2000 beim San-Diego-Marathon in 2:44:04 h.
2003 wurde sie Vierte beim La-Rochelle-Marathon, und 2004 gewann sie den Breslau-Marathon mit dem Streckenrekord von 2:37:27 h, den Quad Cities Marathon in 2:36:26 h, den La-Rochelle-Marathon in 2:39:24 h und wurde Fünfte beim Grandma’s Marathon.
2005 wurde sie Zweite beim Austin-Marathon, siegte beim Dębno-Marathon in 2:39:53 h und beim Grandma’s Marathon in 2:28:43 h, wurde bei den Weltmeisterschaften in Helsinki Zwölfte mit ihrer persönlichen Bestzeit von 2:27:14 h und Achte beim Las-Vegas-Marathon.
2006 gewann sie den Belgrad-Marathon in 2:34:35 h. Als Erstplatzierte beim Grandma’s Marathon wurde sie bei der anschließenden Dopingkontrolle positiv auf das anabole Steroid Stanozolol getestet und wegen dieses Verstoßes gegen die Dopingbestimmungen disqualifiziert und für zwei Jahre gesperrt.